# Morelia
Morelia es una ciudad del occidente de México, capital del estado de Michoacán y cabecera del municipio homónimo. La urbe está situada en el valle de Guayangareo, formado por un repliegue del Eje Neovolcánico, en la región Morelia del estado, a una altitud de referencia en el centro de 1920 m s. n. m.
Es la ciudad más extensa y poblada del estado de Michoacán con 743 275 habitantes (2020) en su núcleo urbano (la ciudad propiamente dicha), lo que la convierte en la 22.ª ciudad más poblada de México. Su conurbación (la mancha urbana) cuenta con 835 214 hab., el municipio de Morelia cuenta con 849 053 hab. y su zona metropolitana con 988 704 habitantes, constituyéndose así como la 18.ª área metropolitana más poblada de México, mientras que en cuanto a su producto interno bruto (PIB) ocupa el lugar 26. 
Morelia también es la urbe más importante del estado desde el punto social, político, económico, cultural y educativo. Su principal actividad económica son los servicios, entre los que destacan los financieros, inmobiliarios y turísticos, seguidos por la industria de construcción, la industria manufacturera y en último término las actividades del sector primario. Como parte de su actividad turística, la ciudad es sede de diversos festivales internacionales de música, órgano, cine y gastronomía. Alberga también a la Universidad Michoacana de San Nicolás de Hidalgo, una de las universidades más importantes de México y la primera institución de educación superior del continente americano. 
Morelia es considerada como una de las ciudades más representativas del periodo virreinal de México, identificada sobre todo por sus edificios de cantera rosa, su acueducto, plazas, palacetes, templos y conventos, pero sobre todo, destaca su catedral. Además, tiene un lugar muy importante en la historia del país, por los hechos históricos y personajes que nacieron o vivieron en ella, como Agustín de Iturbide, primer emperador, libertador y uno de los padres de la patria de México, José María Morelos y Pavón, Josefa Ortiz de Domínguez, así como dos presidentes de México, poetas y compositores. También es cuna de los principales conspiradores de Valladolid como fueron José Mariano Michelena y José María García Obeso. Gracias a lo relevante de sus construcciones de los siglos XVI, XVII y XVIII y a los sucesos históricos ahí desarrollados, el centro histórico de Morelia fue declarado Patrimonio Cultural de la Humanidad por la UNESCO en 1991.

## Generalidades
Morelia fue fundada el 18 de mayo de 1541 por Juan de Villaseñor y Luis de León Romano, por mandato del primer virrey de la Nueva España, Antonio de Mendoza y Pacheco. Su nombre en la época prehispánica fue «Guayangareo», en la época virreinal primeramente recibió el nombre de «Ciudad de Mechuacán», que cambió en 1545 por ciudad de «Valladolid» en honor a la ciudad homónima en España. En 1828 cambió de nombre por «Morelia» en honor al héroe de la independencia de México José María Morelos y Pavón, quien nació en esta ciudad. El nombre de la ciudad idioma purépecha actual es Uaianarhio, evolución del original (Guayangareo) y con idéntico significado. 
La ciudad se encuentra situada en un amplio valle antiguamente llamado valle de Guayangareo, en el centro-norte del municipio, el cual se encuentra rodeado de lomas y colinas entre las que destacan al este el cerro del Punhuato; al oeste, el pico del Quinceo; al sur, las lomas de Santa María y el pico de El Águila, entre otros. Su altura en el centro es de 1920 m s. n. m., variando desde 1881 m s. n. m. en la zona de Ciudad Industrial, al noreste, hasta 2167 m s. n. m. en la zona de Altozano, al sur de la ciudad. 
Morelia colinda en la parte norte con los municipios de Tarímbaro, Chucándiro y Huaniqueo; al este con Charo y Tzitzio; al sur con Madero y Acuitzio; y al oeste con Lagunillas, Coeneo, Tzintzuntzan y Quiroga. Asimismo, Morelia se encuentra físicamente en medio del trayecto de las ciudades más importantes del país: Guadalajara y Ciudad de México. 
Su zona metropolitana (de 988 704 hab. y compuesta por los municipios de Morelia, Tarímbaro y Charo) es la cuarta zona metropolitana más poblada de la región Bajío (después de la de León, Querétaro y Aguascalientes). Su tasa de crecimiento anual es del 1,77 %.
Morelia es una de las más importantes ciudades en el país desde el punto de vista cultural e histórico. Es sede de varios festivales internacionales como el Festival Internacional de Música «Miguel Bernal Jiménez» ; el Festival Internacional de Cine de Morelia, que ha ido adquiriendo importancia a nivel internacional, con cineastas, guionistas y actores presentando sus obras; el TunaFest, un festival internacional de tunas que se celebra desde el año 2009, entre otros.  
En el ámbito histórico, Morelia es considerada cuna ideológica del movimiento de independencia de México. En 1809 ocurrió el hecho histórico conocido como la Conspiración o Conjura de Valladolid, una de las reuniones donde se planeó el movimiento. De la ciudad son originarios varios de los impulsores de la primera causa independentista entre los que se encuentran José María Morelos y Pavón, Mariano Michelena. Asimismo, Agustín de Iturbide realizador y consumador de la independencia nacional y posterior Emperador Constitucional de los mexicanos es originario de la misma. En la ciudad llegó a estudiar y fue rector del antiguo Colegio de San Nicolás Miguel Hidalgo y Costilla. La antigua Valladolid hoy Morelia en la época novohispana destacó como una importante ciudad al ser sede de la provincia y Obispado de Michoacán, una antigua jurisdicción política-eclesiástica de las más grandes y prósperas de la Nueva España. Actualmente la ciudad es sede de la Arquidiócesis de Morelia.

## Historia
En el valle de Guayangareo han aparecido los primeros vestigios humanos, hasta el siglo VII, y han sido relacionados con la cultura purépecha; fueron localizados en las inmediaciones de la presa de Cointizio, así como también en la loma de Santa María. El lugar fue despoblado poco después y ocupado nuevamente hasta el establecimiento de los matlatzincas (segunda mitad del siglo XV), quienes llamaban Tambati a la ciudad, los matlatzincas llegaron con el consentimiento de los gobernantes purépechas por su apoyo para combatir a los tecos, del actual territorio de Jalisco.

### Época colonial

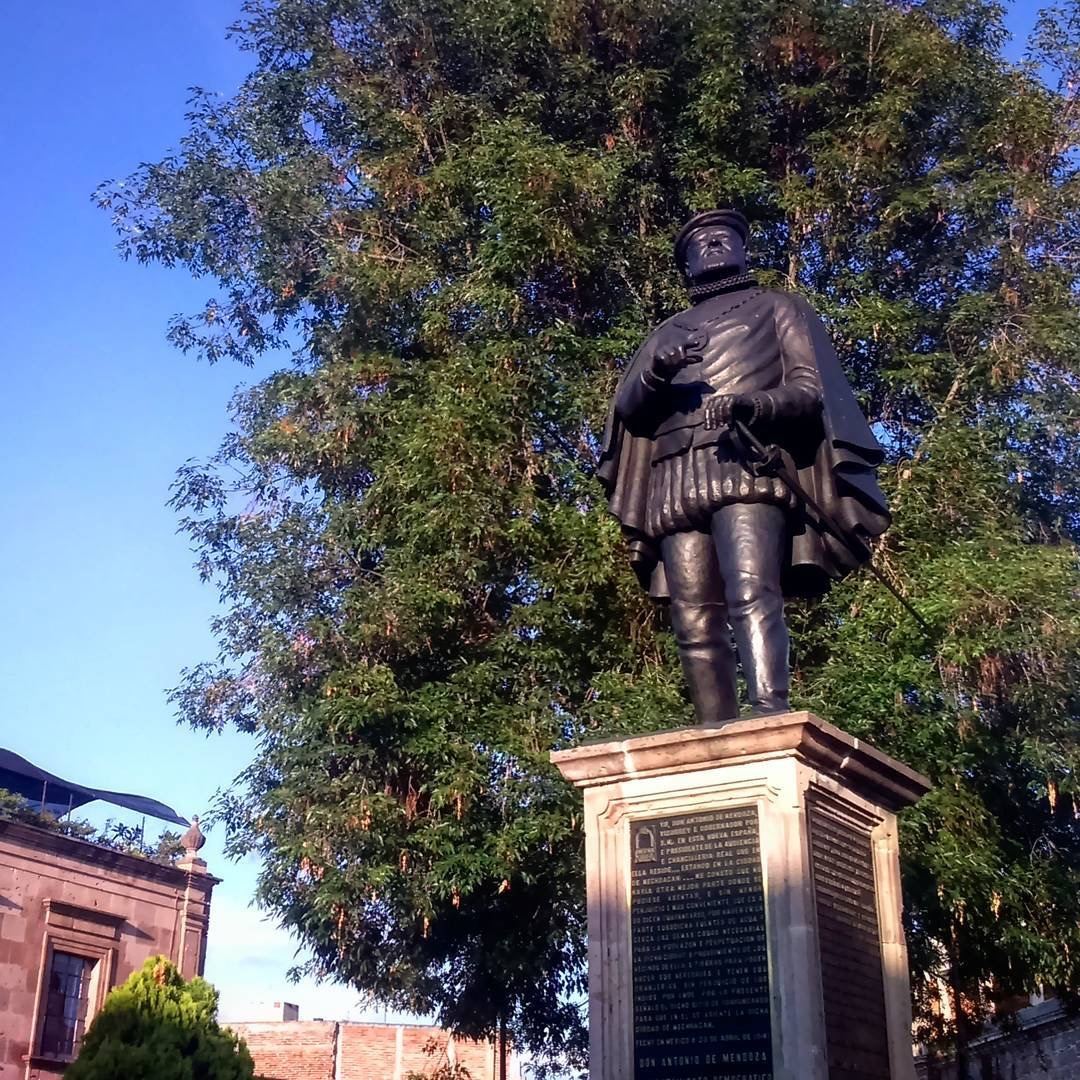
Monumento al virrey Antonio de Mendoza, con una réplica en bronce de la Real Cédula de fundación de la ciudad.

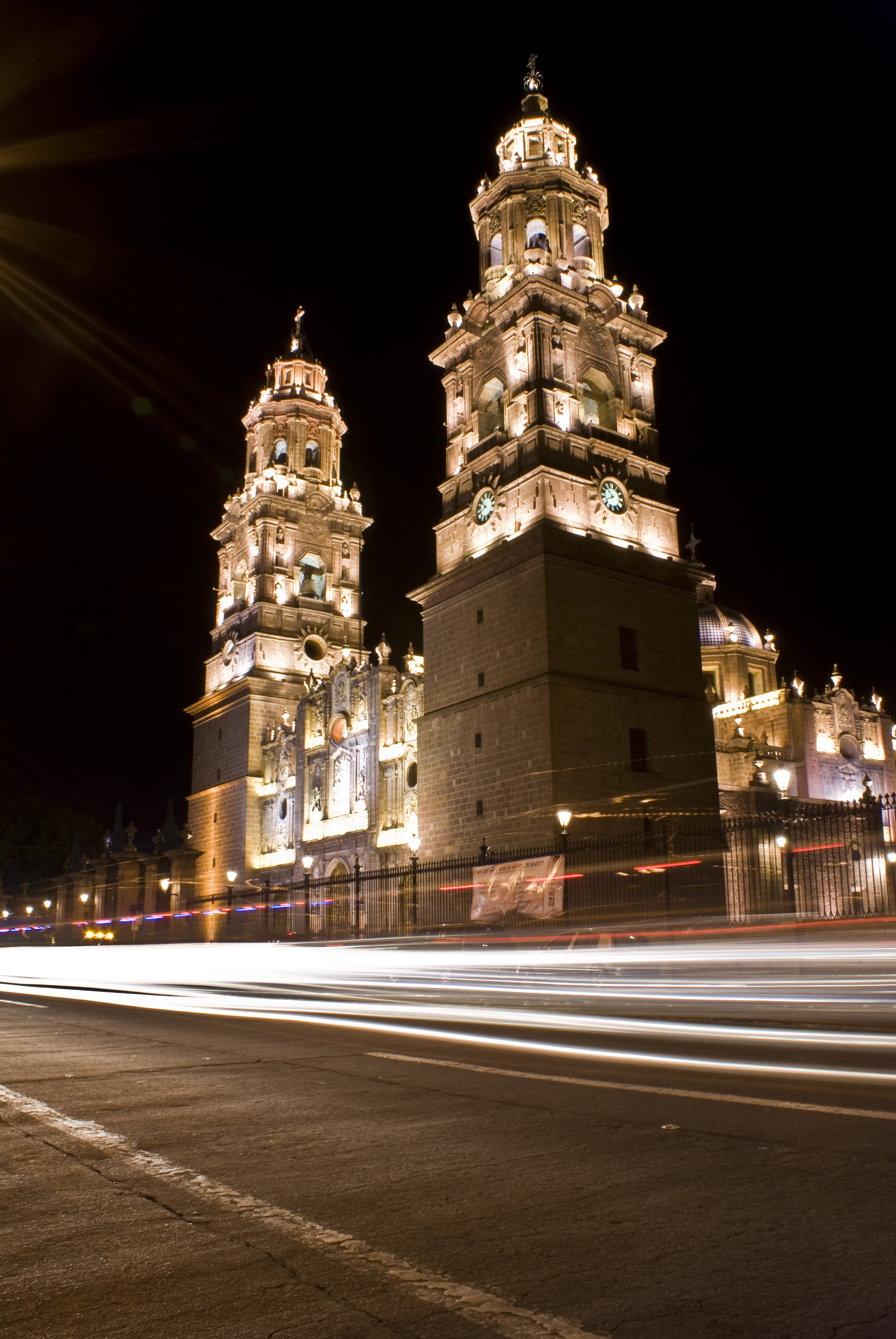
Catedral de Morelia en la noche.

Roberto Carranza pasó por el lugar en 1522 cuando fue a sostener una entrevista pacífica con el gobernante purépecha, siendo la primera vez que un europeo visitaba el valle de Guayangareo. Entre 1525 y 1526, Gonzalo Gómez tomó posesión de terrenos pertenecientes al valle de Guayangareo. Entre 1530 y 1531 los franciscanos Antonio de Lisboa y Juan de San Miguel llegaron al lugar para construir una capilla dedicada a San Francisco de Asís y el primitivo colegio de San Miguel Guayangareo, a fin de facilitar la evangelización de los naturales del lugar. En 1537 la reina Juana I de Castilla envió una real cédula para ordenar el establecimiento de una «villa española» en Michoacán que debería llevar por nombre «Valladolid».
El virrey Antonio de Mendoza conoció el valle de Guayangareo en 1540 y al año siguiente ordenó la fundación de una ciudad en el lugar, siendo ésta fundada, el miércoles 18 de mayo de 1541 a las 8 de la mañana por Alonso de Toledo, Juan de Alvarado el Viejo, Juan de Villaseñor y Luis de León Romano, bajo el nombre de «Ciudad de Mechuacán» y no «Valladolid», cómo había sido ordenado por la reina. Debido a disputas con la ciudad de Pátzcuaro, que entonces era capital de la provincia y también ostentaba el título de «Ciudad de Mechuacán», el nombre se cambió a Valladolid (6 de febrero de 1545) y se le concedió el título de ciudad. El escudo de armas le fue concedido en 1553. Entre 1575 y 1580 fueron trasladados los poderes e instituciones gubernamentales de Pátzcuaro hacia Valladolid, con lo que se aceleró su crecimiento durante el resto del período colonial. Durante la segunda mitad del siglo XVIII en esta ciudad nacieron o vivieron algunas de las figuras más importantes de la guerra de Independencia de México.
En el año de 1794 la ciudad recibe su primera nomenclatura formal, esto obedeciendo a la ordenanza establecida por el gobierno virreinal, la cual se caracterizó por asignar nombre a la mayoría de las calles existentes en la ciudad, hoy en día centro histórico de la misma.

### SigloXIX
En 1809, en plena efervescencia política en la Nueva España, se llevó a cabo la Conspiración de Valladolid, liderada por José María García Obeso, en la que buscaba lograr la independencia de la Nueva España e iniciar el movimiento de Independencia en esta ciudad el 21 de diciembre de 1809 con el establecimiento del Congreso mexicano. Debido a un delator la conspiración fue descubierta y sus participantes fueron hechos prisioneros. Durante la Guerra de Independencia, en 1810, Miguel Hidalgo entró a la ciudad con el ejército insurgente, y se decretó la abolición de la esclavitud. Posteriormente, en 1813 el cura Morelos intentó conquistar la plaza, pero fue derrotado por Agustín de Iturbide en las Lomas de Santa María. Más tarde, Iturbide consumaría la independencia nacional el 27 de septiembre de 1821, con la entrada triunfal del Ejército Trigarante a la Ciudad de México.

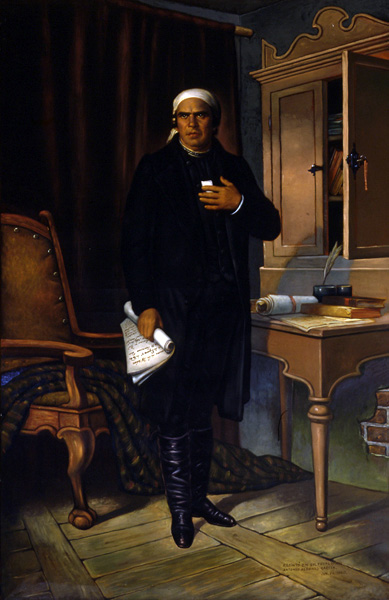
José María Morelos, insurgente durante el Virreinato de Nueva España.

Agustín de Iturbide, oriundo de la entonces Valladolid, fue proclamado emperador de los mexicanos el 19 de mayo de 1822 por el Congreso Nacional, con el respaldo de la mayoría de los diputados, del pueblo, la Iglesia y el ejército; fungió como cabeza del primer gobierno formal independiente de la nación, hasta su posterior abdicación en marzo de 1823. El Congreso de Michoacán determinó cambiar el nombre a la ciudad por Morelia el 12 de septiembre de 1828 para honrar a José María Morelos, originario de la ciudad. El municipio de Morelia fue establecido el 10 de diciembre de 1831.
Durante la Revolución de Ayutla (1854), la ciudad fue tomada por los rebeldes Epitacio Huerta y García Pueblita, pero en 1855 fue reconquistada por el ejército de Antonio López de Santa Anna. 
Durante la Intervención Francesa la ciudad fue tomada por tropas imperialistas, por lo cual la capital republicana de Michoacán fue trasladada a Uruapan hasta que terminó este conflicto. A finales del siglo XIX la ciudad inicia su incorporación a la modernidad con la operación de las primeras factorías (1870), la inauguración de la línea telegráfica, la llegada del servicio ferroviario a Morelia (1883), la operación del sistema tranviario, y la inauguración del alumbrado eléctrico (1888) y la primera institución bancaria (1897).

### SigloXX

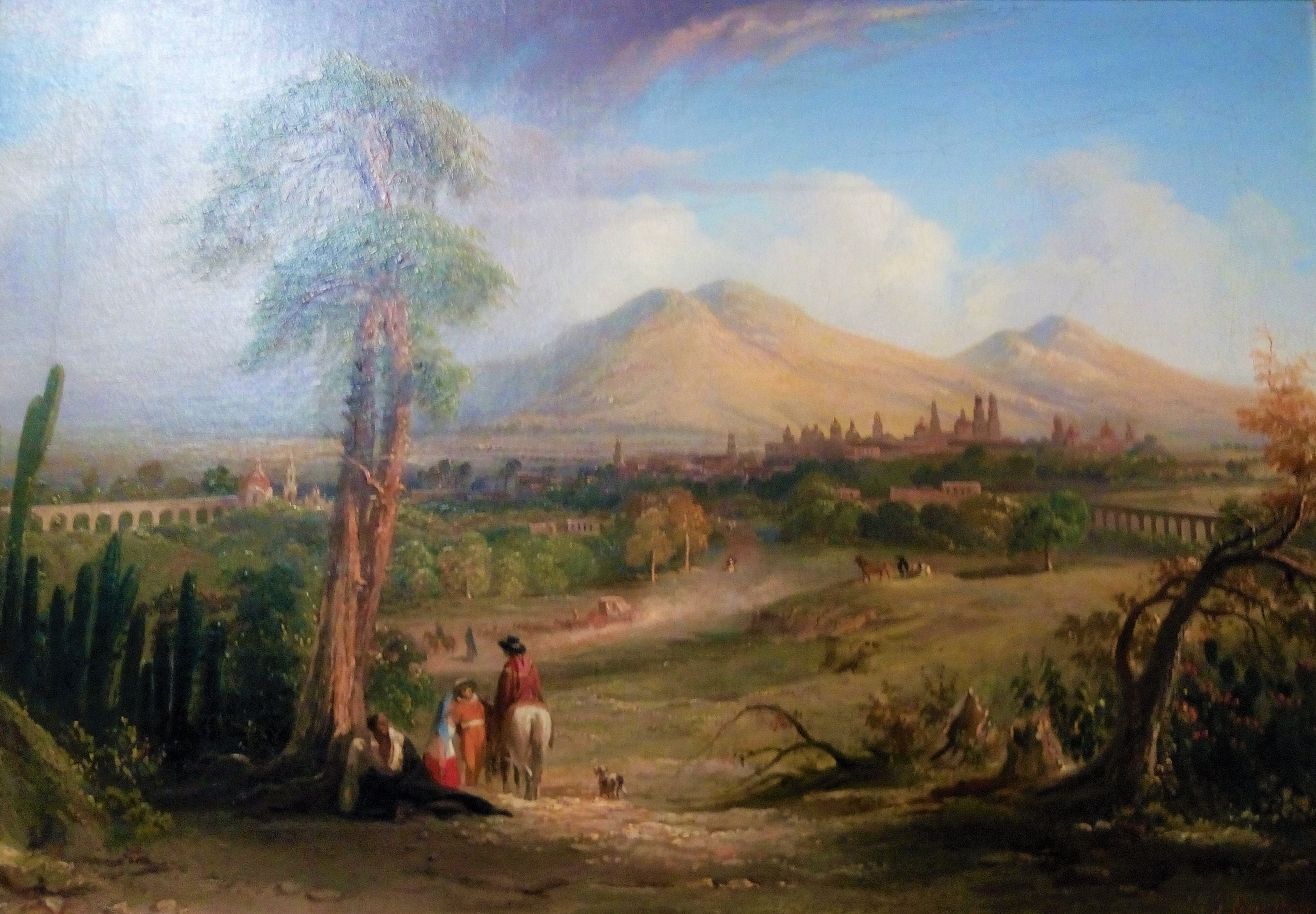
Morelia en el siglo XIX, pintura de Thomas Egerton.

Las fuerzas revolucionarias maderistas entraron triunfalmente a la ciudad en 1911. Tres años después Morelia fue tomada por tropas revolucionarias, por lo que la capital se cambió provisionalmente a Tacámbaro. La Universidad Michoacana de San Nicolás de Hidalgo fue creada en 1917 a partir del antiguo Colegio de San Nicolás. Morelia fue tomada y saqueada en enero de 1924 por las tropas rebeldes huertistas. La economía de la ciudad se vio seriamente afectada entre 1926 y 1929 durante la Rebelión Cristera, ya que Michoacán fue una de las entidades con mayor actividad cristera.
En 1940, durante las elecciones para presidente de la República y gobernador del Estado hubo disturbios en la ciudad que tuvieron como resultado múltiples muertos y heridos. Durante 1966 se produjo una revuelta estudiantil universitaria que fue contenida mediante la actuación del ejército. La ciudad fue propuesta para formar parte del «Patrimonio Cultural de la Humanidad» en 1990, y al año siguiente recibió esta distinción por parte de la UNESCO. La ciudad estuvo a punto de perder su carácter de Patrimonio Cultural de la Humanidad por la gran cantidad de comercio ambulante informal en su zona centro, hasta que en el 2001 éste fue reubicado en diversas plazas comerciales.

### SigloXXI

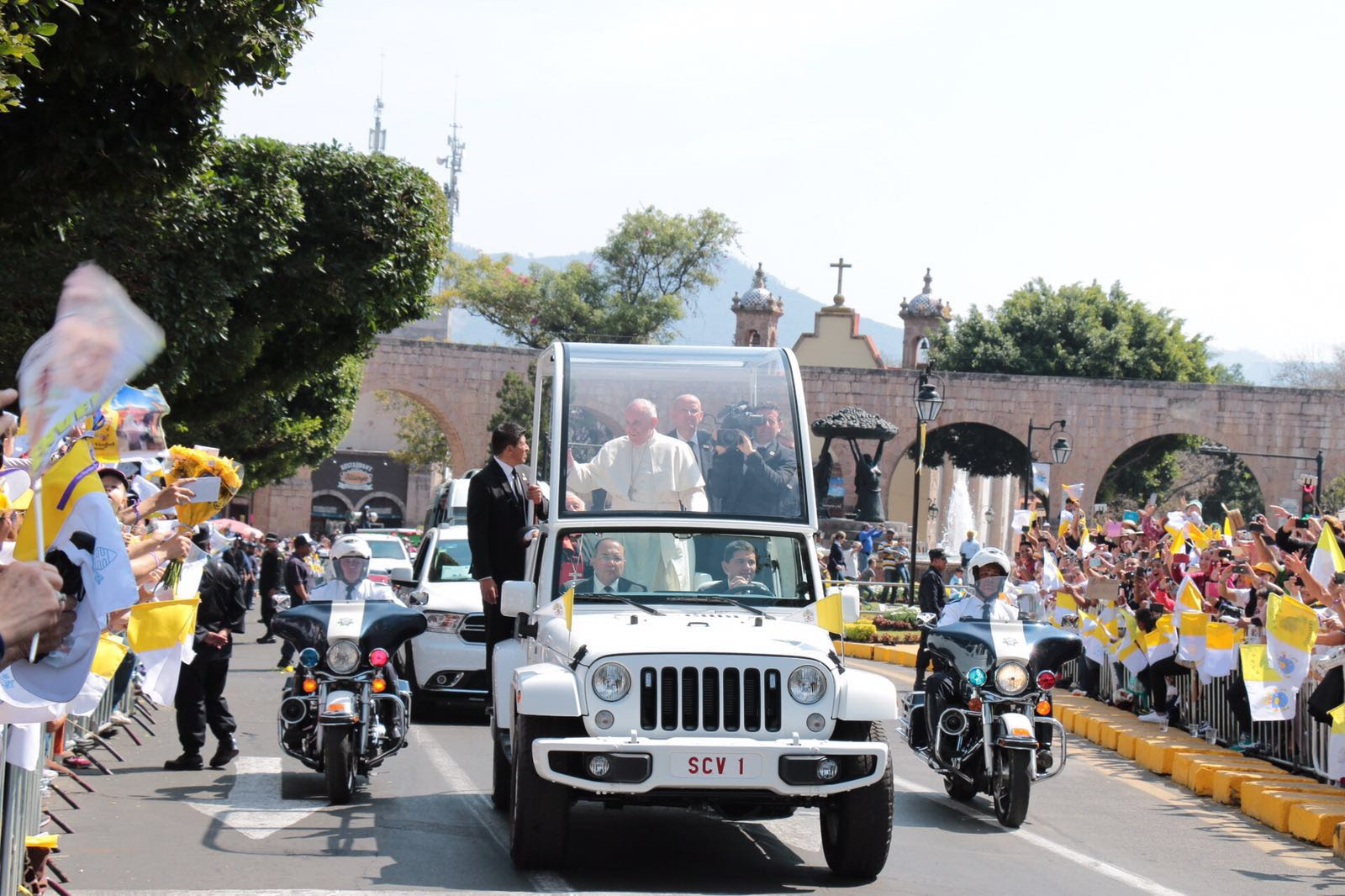
Visita del papa Francisco a Morelia el 16 de febrero de 2016.

En la noche del 15 de septiembre de 2008, ocurrió un atentado terrorista con la detonación simultánea de dos granadas en una gran multitud enardecida que abarcaba algunas calles en el centro de la ciudad, durante la ceremonia del Grito de Independencia, con saldo final de 8 personas fallecidas y más de un centenar heridas, entre ellos personas cercenadas, atribuidas al grupo criminal La Familia Michoacana. 
El contexto histórico de los inicios de siglo ha estado marcado por un crecimiento urbano sostenido, por lo que los esfuerzos relevantes de la ciudad han sido enfocados en ordenar la acelerada expansión de la mancha urbana. Debido al impulso del crecimiento vertical en la ciudad, así como la extensión horizontal, al grado de llegar a otros municipios, el Ayuntamiento de la ciudad se vio en la necesidad de crear en diciembre de 2013 el Instituto Municipal de Planeación de Morelia.
A pesar de que la ciudad se ha visto envuelta en diferentes eventos de carácter social, ha resurgido un clima de estabilidad que ha permitido a la ciudad la visita de celebridades y personalidades de carácter internacional, destacando entre ellas la visita de los actuales Reyes de España en 2008, así como la visita del papa Francisco en 2016, siendo la primera y única ocasión en la historia en la que un sumo pontífice ha visitado la ciudad.

## Patrimonio Cultural de la Humanidad
El 12 de diciembre de 1991, la UNESCO inscribió a Morelia en la lista del Patrimonio. El centro histórico es la ciudad mexicana con más edificios catalogados como monumentos arquitectónicos (posee 1113 y de ellos 260 fueron señalados como relevantes), de tal manera que visitarla ofrece la garantía de un recorrido enriquecedor por su valor histórico y arquitectónico amplio y variado. Estos inmuebles se asientan sobre una suave loma de cantera que abarca 390 hectáreas distribuidas en 219 manzanas con 15 plazas que se convierten en remansos para el visitante. 
Otra característica es su ornamentación exterior conocida como «barroco moreliano», donde los elementos decorativos escultóricos y vegetales dominan los planos y las líneas de tableros y molduras. Las calles y plazas de la capital michoacana se apegan a la forma de retícula irregular y muchas de ellas rematan con un monumento que origina espectaculares perspectivas. 
En su declaración, la UNESCO consideró que algunas de las perspectivas urbanas del centro histórico de Morelia constituyen «un modelo único en América». Estimó también que la arquitectura monumental de la ciudad se caracteriza por su estilo único, por la originalidad de sus expresiones locales que se plasman en el Acueducto, la Catedral Metropolitana, en el conjunto de la iglesia de la Compañía y el ex Colegio Jesuita así como en las fachadas y las arcadas de los corredores y patios de las casas vallisoletanas.
Por otra parte, señaló que la diversidad de estilos va desde tipologías arquitectónicas de finales del siglo XVI, donde el aspecto de fortaleza medieval convive con elementos renacentistas, barrocos y el neoclásico hasta llegar al eclecticismo y afrancesamiento del periodo de Porfirio Díaz.

## Demografía

### Municipio
Según los resultados definitivos del Segundo Conteo de Población y Vivienda de 2005, la población municipal era de 684 145 habitantes, siendo de estos 326 612 varones y 357 533 mujeres, con una tasa de crecimiento anual del 2,74 % (2000-2005). Por otra parte, de acuerdo con los resultados del XIII Censo de Población y Vivienda, al 12 de junio de 2010, la población municipal fue de 729 757 hab. Al 15 de marzo de 2015, la población municipal alcanzó 784 776 habitantes. Para el año 2020, la población llegó a 849 053 habitantes (14.º Censo de Población y Vivienda), de los cuales 407 129 eran hombres y 441 924 mujeres, con una tasa de crecimiento anual del 1,45 % para el periodo 2010-2020, la segunda más alta del estado, solamente detrás del municipio de Tarímbaro. La población municipal representaba el 18,06 % de la población estatal. Las localidades más pobladas del municipio en 2020 fueron: Morelia 743 275 hab., Morelos 15 054 hab., Jesús del Monte 8995 hab., Capula 6624 hab., Puerto de Buenavista 4116, San Antonio 3712, Bosque Monarca 3093.

### Ciudad
Morelia ha sido históricamente la ciudad más poblada de Michoacán (entonces llamada Valladolid) desde que en 1578 se trasladaron a ella los poderes de Michoacán. A nivel regional (Bajío), ocupa el segundo lugar, solamente detrás de León de los Aldama[cita requerida], y a nivel nacional, la ciudad ocupa el lugar 21 dentro de las localidades más populosas del país. La ciudad a principios del siglo XX contaba con menos de 40 000 habitantes, y su crecimiento fue bajo, hasta que entre el período 1970-80 casi duplicó su población. Entre los años 1990 y 2000 su crecimiento se desaceleró un poco, pero volvió a incrementarse después del año 2000. En el año 2005 alcanzó 608 049 habitantes, y para el 12 de junio de 2010, 597 897 hab (resultados preliminares XIII Censo de Población y Vivienda). Para el año 2020 la ciudad alcanzó 743 275 habitantes (355 161 hombres y 388 114 mujeres) según los resultados del XIV Censo de Población y Vivienda, con una tasa de crecimiento anual del 1,30 % (2010-2020), similar a la municipal.

### Conurbación
Debido al gran crecimiento de la ciudad, ésta ha rebasado sus límites originales y absorbido diversas localidades contiguas, formándose así una conurbación que integra a la ciudad de Morelia, y a otras 14 localidades del municipio de Morelia y 12 del municipio de Tarímbaro. Su población en el año 2000 fue de 570 377 habitantes y en el 2005 de 642 314 hab. De acuerdo con el XIV Censo de Población y Vivienda, en el año 2020 la población de la conurbación alcanzó 835 214 habitantes (399 896 hombres y 435 318 mujeres), correspondiendo de ellos 743 275 habitantes a la Ciudad de Morelia, 48 705 a las catorce localidades conurbadas del municipio de Morelia y 43 234 a las doce localidades conurbadas del municipio de Tarímbaro. Su tasa de crecimiento anual en el periodo 2010-2020 fue del 1,91 %.

### Zona Metropolitana
De acuerdo con el Consejo Nacional de Población (CONAPO), el Instituto Nacional de Estadística y Geografía (INEGI), así como la Secretaría de Desarrollo Social (SEDESOL), la zona metropolitana de Morelia (ZMMOR) se encuentra integrada por los municipios de Morelia, Charo y Tarímbaro, que alcanzó en el año 2020 una población de 988 704 habitantes (476 500 hombres y 512 204 mujeres) según los resultados del XIV Censo de Población y Vivienda, de los cuales 849 053 pertenecían al municipio de Morelia, 25 138 a Charo y 114 513 a Tarímbaro. La tasa de crecimiento anual de la zona metropolitana es del 1,77 % (2010-2020).
El incremento poblacional de los tres municipios que integran la zona metropolitana no es uniforme: mientras en Charo el crecimiento es lento, Morelia mantiene un ritmo cercano al 1,5 % y Tarímbaro un ritmo alrededor del 3,86 % anual.
- Nota: Los términos "conurbación" y "zona metropolitana" no son sinónimos. Mientras que la "conurbación" se refiere a la unión física de localidades censales en una sola aglomeración urbana, el término "zona metropolitana" se refiere a municipios completos, y esto incluye localidades que no forman parte del área contigua de las urbes.

### Tablas de población
| \| Año \| Población ciudad \| Población conurbación \| Fuente \| \| ---- \| ---------------- \| --------------------- \| ---------------------------------------- \| \| 1624 \| 2 119 hab. \| ND \| No identificada \| \| 1793 \| 17 093 hab. \| ND \| Censo de Revillagigedo \| \| 1803 \| 18 000 hab. \| ND \| Alexander von Humboldt \| \| 1822 \| 11 890 hab. \| ND \| Censo Estatal \| \| 1828 \| 19 174 hab. \| ND \| Memoria del Gobernador \| \| 1857 \| 22 000 hab. \| ND \| Jesús Hermosa \| \| 1862 \| 26 109 hab. \| ND \| José María Pérez Hernández \| \| 1869 \| 25 000 hab. \| ND \| Antonio García Cubas \| \| 1872 \| 23 643 hab. \| ND \| Estimación Estatal \| \| 1882 \| 23 835 hab. \| ND \| Memoria del Gobierno del Estado \| \| 1890 \| 26 974 hab. \| ND \| Luis Alfonso Velasco \| \| 1895 \| 33 890 hab. \| ND \| Primer censo \| \| 1900 \| 37 278 hab. \| ND \| Segundo censo \| \| 1910 \| 40 042 hab. \| ND \| Tercer censo \| \| 1921 \| 31 148 hab. \| ND \| Cuarto censo \| \| 1930 \| 39 916 hab. \| ND \| Quinto censo \| \| 1940 \| 44 304 hab. \| ND \| Sexto censo \| \| 1950 \| 63 245 hab. \| ND \| Séptimo censo \| \| 1960 \| 100 828 hab. \| ND \| Octavo censo \| \| 1970 \| 161 040 hab. \| ND \| Noveno censo \| \| 1980 \| 297 544 hab. \| ND \| Décimo censo \| \| 1990 \| 428 486 hab. \| ND \| Undécimo censo \| \| 1995 \| 512 169 hab. \| ND \| Primer Conteo \| \| 2000 \| 549 996 hab. \| 570 437 hab. \| Duodécimo censo (14 de febrero de 2000) \| \| 2005 \| 608 049 hab. \| 642 314 hab. \| Segundo Conteo (17 de octubre de 2005) \| \| 2010 \| 645 251 hab. \| 684 145 hab. \| Decimotercer censo -(5 de marzo de 2011) \| \| 2020 \| 743,275 hab. \| 835,214 hab. \| Decimocuarto censo (25 de enero de 2020) \| |                  |                       |                                          |
| Año | Población ciudad | Población conurbación | Fuente                                   |
| 1624 | 2 119 hab.       | ND                    | No identificada                          |
| 1793 | 17 093 hab.      | ND                    | Censo de Revillagigedo                   |
| 1803 | 18 000 hab.      | ND                    | Alexander von Humboldt                   |
| 1822 | 11 890 hab.      | ND                    | Censo Estatal                            |
| 1828 | 19 174 hab.      | ND                    | Memoria del Gobernador                   |
| 1857 | 22 000 hab.      | ND                    | Jesús Hermosa                            |
| 1862 | 26 109 hab.      | ND                    | José María Pérez Hernández               |
| 1869 | 25 000 hab.      | ND                    | Antonio García Cubas                     |
| 1872 | 23 643 hab.      | ND                    | Estimación Estatal                       |
| 1882 | 23 835 hab.      | ND                    | Memoria del Gobierno del Estado          |
| 1890 | 26 974 hab.      | ND                    | Luis Alfonso Velasco                     |
| 1895 | 33 890 hab.      | ND                    | Primer censo                             |
| 1900 | 37 278 hab.      | ND                    | Segundo censo                            |
| 1910 | 40 042 hab.      | ND                    | Tercer censo                             |
| 1921 | 31 148 hab.      | ND                    | Cuarto censo                             |
| 1930 | 39 916 hab.      | ND                    | Quinto censo                             |
| 1940 | 44 304 hab.      | ND                    | Sexto censo                              |
| 1950 | 63 245 hab.      | ND                    | Séptimo censo                            |
| 1960 | 100 828 hab.     | ND                    | Octavo censo                             |
| 1970 | 161 040 hab.     | ND                    | Noveno censo                             |
| 1980 | 297 544 hab.     | ND                    | Décimo censo                             |
| 1990 | 428 486 hab.     | ND                    | Undécimo censo                           |
| 1995 | 512 169 hab.     | ND                    | Primer Conteo                            |
| 2000 | 549 996 hab.     | 570 437 hab.          | Duodécimo censo (14 de febrero de 2000)  |
| 2005 | 608 049 hab.     | 642 314 hab.          | Segundo Conteo (17 de octubre de 2005)   |
| 2010 | 645 251 hab.     | 684 145 hab.          | Decimotercer censo -(5 de marzo de 2011) |
| 2020 | 743,275 hab.     | 835,214 hab.          | Decimocuarto censo (25 de enero de 2020) |

### Distribución poblacional
| Año  | Población municipal | Fuente                                   |
| ---- | ------------------- | ---------------------------------------- |
| 1809 | 20 000 hab.         | Juan José de Lejarza                     |
| 1857 | 25,000 hab.         | Antonio García Cubas                     |
| 1868 | 36 940 hab.         | Justo Mendoza                            |
| 1940 | 77 622 hab.         | Sexto censo                              |
| 1950 | 106 722 hab.        | Séptimo censo                            |
| 1960 | 153 481 hab.        | Octavo censo                             |
| 1970 | 218 083 hab.        | Noveno censo                             |
| 1980 | 353 055 hab.        | Décimo censo                             |
| 1990 | 489 756 hab.        | Undécimo censo                           |
| 1995 | 578 061 hab.        | Primer Conteo                            |
| 2000 | 620 532 hab.        | Duodécimo censo                          |
| 2005 | 684 145 hab.        | Segundo Conteo                           |
| 2010 | 729 757 hab.        | Decimotercer censo (12 de junio de 2010) |
| 2020 | 849 053 hab.        | Decimocuarto censo (2020)                |

| Intervalo     | Población total | Población femenina | Población masculina |
| ------------- | --------------- | ------------------ | ------------------- |
| 0 a 4 años    | 7.891%          | 3.854%             | 4.037%              |
| 5 a 9 años    | 8.283%          | 4.057%             | 4.226%              |
| 10 a 14 años  | 8.174%          | 4.019%             | 4.155%              |
| 15 a 19 años  | 8.607%          | 4.277%             | 4.330%              |
| 20 a 24 años  | 9.199%          | 4.611%             | 4.588%              |
| 25 a 29 años  | 9.046%          | 4.585%             | 4.461%              |
| 30 a 34 años  | 7.918%          | 4.141%             | 3.777%              |
| 35 a 39 años  | 7.037%          | 3.785%             | 3.252%              |
| 40 a 44 años  | 6.492%          | 3.526%             | 2.966%              |
| 45 a 49 años  | 6.163%          | 3.326%             | 2.836%              |
| 50 a 54 años  | 5.556%          | 2.998%             | 2.558%              |
| 55 a 59 años  | 4.761%          | 2.579%             | 2.182%              |
| 60 a 64 años  | 3.725%          | 2.017%             | 1.707%              |
| 65 años y más | 7.149%          | 4.027%             | 3.122%              |

### Población histórica de la Zona Metropolitana de Morelia
| Año  | Población Zona Metropolitana | Población Morelia | Población Tarímbaro | Población Charo | Población Álvaro Obregón | Población de Zinapécuaro | Fuente             |
| ---- | ---------------------------- | ----------------- | ------------------- | --------------- | ------------------------ | ------------------------ | ------------------ |
| 1970 | 249,758 hab.                 | 218,083 hab.      | 20,413 hab.         | 11,262 hab.     |                          |                          | Noveno censo       |
| 1980 | 392,340 hab.                 | 353,055 hab.      | 25,503 hab.         | 13,782 hab.     |                          |                          | Décimo censo       |
| 1990 | 542,985 hab.                 | 492,901 hab.      | 33,871 hab.         | 16,213 hab.     |                          |                          | Undécimo censo     |
| 2000 | 679,109 hab.                 | 620,532 hab.      | 39,408 hab.         | 19,169 hab.     |                          |                          | Duodécimo censo    |
| 2010 | 829,625 hab.                 | 729,279 hab.      | 78,623 hab.         | 21,723 hab.     | 20,913 hab.              | 46,666 hab.              | Tridécimo censo    |
| 2020 | 988,704 hab.                 | 849,053 hab.      | 114,513 hab.        | 25,1388 hab.    | 23,000 hab.              | 49,005 hab.              | Decimocuarto censo |

### Población de la ciudad de Morelia 1900-2020
| Gráfica de evolución demográfica de Morelia entre 1900 y 2020                                               |
| |
| Población de los censos y conteos del Instituto Nacional de Estadística y Geografía (INEGI) de 1900 a 2020. |

### Densidad de población
En 2020, la densidad de población del municipio era de 708,122 hab/km². Por otra parte, la Zona Metropolitana de Morelia contaba en ese mismo año con una densidad de 577,44 hab/km². 

### Religiones
La religión mayoritaria en el municipio es la Católica, teniendo más del 80 % de adherentes, 10 % de ateos y siguiéndole los grupos protestantes, entre los que destacan los bautistas, adventistas del séptimo día, presbiterianos, mormones, testigos de Jehová y Pentecostales. La ciudad es sede de la Arquidiócesis de Morelia, teniendo como sede episcopal la Catedral de Morelia.

### Marginación urbana
De acuerdo con el Índice de Marginación por entidad federativa y municipio 2020, elaborado por el Consejo Nacional de Población (CONAPO), el municipio de Morelia tiene los siguientes indicadores de marginación:
| - Población de 15 años o más analfabeta: 2.80 % - Población de 15 años o más sin educación: básica 23.98 % - Ocupantes en viviendas sin drenaje ni excusado: 0.28 % - Ocupantes en viviendas sin energía eléctrica: 0.14 % - Ocupantes en viviendas sin agua entubada en el ámbito de la vivienda: 2.89 % - Ocupantes en viviendas con piso de tierra: 2.31 % - Viviendas con hacinamiento: 11.07 % - Población que vive en localidades menores a 5 000 habitantes: 8.96 % - Población ocupada con ingresos de hasta 2 salarios mínimos: 61.10 % - Índice de marginación normalizado: 0.930 |

Morelia ocupa el último lugar a nivel municipal (113 de 113) y el 2357 de 2446 a nivel nacional, presentando un grado de marginación «muy bajo» con un índice de marginación de -1,466.

## Geografía

### Hidrografía
El municipio se ubica en la región hidrográfica número 12, conocida como Lerma-Santiago, particularmente en el Distrito de Riego Morelia-Querétaro. Forma parte de la cuenca del lago de Cuitzeo. Sus principales ríos son el Grande y el Chiquito. Estos dos ríos llegaron a rodear la ciudad hasta mediados del siglo XX. El tío Grande fue canalizado a finales del siglo XIX debido a los frecuentes desbordamientos. El río Grande tiene su origen en el municipio de Pátzcuaro y tiene un trayecto de 26 km por el municipio de Morelia (atraviesa la cabecera municipal), y desemboca en el Lago de Cuitzeo (el segundo más grande del país). Los principales escurrimientos que alimentan a este río son el arroyo de Lagunillas, los arroyos de Tirio y la barranca de San Pedro. El río Chiquito, con 25 km de longitud, es el principal afluente del Grande y se origina en los montes de la Lobera y la Lechuguilla, y se une posteriormente con los arroyos la Cuadrilla, Agua Escondida, el Salitre, el Peral, Bello, y el Carindapaz.
Con relación a los cuerpos de agua en el municipio se tienen la presa de Umécuaro y de la Loma Caliente, así como las presa de Cointzio, las más importante del municipio, con una capacidad de 79.2 millones de metros cúbicos. Otro recurso importante de abastecimiento de agua en el municipio de Morelia son los manantiales, destacando por su aprovechamiento el manantial de la Mintzita, utilizado para el abastecimiento de agua potable para importante parte de la población de la ciudad, así como para usos industriales. También son importantes los manantiales de aguas termales que son aprovechados como balnearios, figurando Cointzio, El Ejido, El Edén y Las Garzas. Volviendo al río Chiquito era uno de los ríos más destacados en el municipio pero con el paso de los años ha dejado de tener aguas limpias, ahora el río está muy sucio y no hay animales como solía haber antes de que la población en general lo contaminara, los ríos, lagos y mares son muy importantes para los municipios, ciudades, estados, países y hasta para los continentes, los manantiales son una fuente muy buena para obtener agua potable para la población de un municipio, estado etc.

### Orografía
La superficie del municipio es muy accidentada, ya que se encuentra sobre el Eje Neovolcánico Transversal, que atraviesa el centro del país, de este a oeste, sin embargo, el creciente desarrollo urbano de la ciudad de Morelia ha derivado en la población de las montañas, cerros y lomas aledañas al casco histórico de la ciudad, lo que ha fomentado a su vez la necesidad de acrecentar la infraestructura existente para dar integración a los nuevos asentamientos urbanos.
En el municipio se encuentran tres sistemas montañosos: por el este diversas montañas que forman la sierra de Otzumatlán y las cuales se extienden desde el norte hacia el suroeste, destacando el cerro de «El Zacatón" (2960 m s. n. m.), el cerro «Zurumutal» (2840 m s. n. m.), el cerro «Peña Blanca» (2760 m s. n. m.) y el «Punhuato» (2320 m s. n. m.), que marca el límite oriental de la ciudad de Morelia, así como el cerro «Azul» (2625 m s. n. m.) y el cerro «Verde» (2600 m s. n. m.) un poco más hacia el sureste. Por el poniente sobresalen el pico de «Quinceo» (2787 m s. n. m.), el cerro «Pelón» (2320 m s. n. m.) y el más alto del municipio, el cerro del «Águila» (3090 m s. n. m.) que se encuentra un poco más al suroeste. Por el sur el parteaguas que delimita la zona presenta una dirección aproximada de poniente a oriente y los accidentes orográficos corresponden al alineamiento de los cerros «Cuanajo» y «San Andrés», cuyos remates cónicos sirven como límite a los valles de Lagunillas y Acuitzio. Por este sector destacan la peña «Verde» (2600 m s. n. m.), el cerro de Cuirimeo (2540 m s. n. m.) y el cerro «La Nieve», que se localiza hacia el extremo suroccidental. Por el norte, y dentro del área urbana de la cabecera municipal, se extiende un lomerío en la dirección oeste-este desde la colonia Santiaguito, el cual continúa hasta enlazarse con los cerros del «Punhuato», «Blanco», «Prieto» y «Charo», que forman el límite oriental y van disminuyendo su elevación hasta formar lomeríos bajos hacia Quirio. El límite norte queda marcado por los lomeríos bajos como el cerro «La Placita» (2100 m s. n. m.) que se localizan hacia el norte del valle de Tarímbaro, así como el sector más sureños de los valles de Queréndaro y Álvaro Obregón.
La fisiografía del municipio tiene la siguiente composición:
- Sierra (S): 53,57 % de la superficie municipal.
- Sierra con lomeríos (SL): 15,71 % de la superficie municipal.
- Meseta con lomeríos (ML): 11,58 % de la superficie municipal.
- Lomeríos (L): 3,05 % de la superficie municipal.
- Valle con lomeríos (VL): 2,46 % de la superficie municipal.
- Llanura con lomeríos (VL): 4,93 % de la superficie municipal.
- Llanura (V): 13,63 % de la superficie municipal.

### Clima
El clima de Morelia se clasifica como cálido y templado. Los veranos son mucho más lluviosos que los inviernos en Morelia. La clasificación del clima de Köppen-Geiger es Cwb. La temperatura media anual (municipal) oscila entre 16 °C en la zona serrana del municipio y 20 °C en las zonas más bajas, siendo una media anual es 17.7 °C en la ciudad. La precipitación es de 850 mm al año, con oscilaciones entre 700 a 1000 mm de precipitación anual y lluvias invernales máximas de 5 mm. Las temperaturas extremas registradas han sido de 34 °C como máxima y de -5.2  °C como mínima. Pese a que algunas veces al año se tiene temperaturas bajo cero, las nevadas en la ciudad y municipio son extremadamente raras. Se tiene registro de una nevada en febrero de 1881 y otra en enero de 1919. Asimismo, el 10 de marzo de 2016 múltiples elevaciones al poniente de la ciudad se cubrieron de nieve.
Los vientos dominantes proceden del suroeste y noroeste, variables en julio y agosto con intensidades de 2,0 a 14,5 km/h.
| Parámetros climáticos promedio de Morelia (normales 1991-2020) | Parámetros climáticos promedio de Morelia (normales 1991-2020) | Parámetros climáticos promedio de Morelia (normales 1991-2020) | Parámetros climáticos promedio de Morelia (normales 1991-2020) | Parámetros climáticos promedio de Morelia (normales 1991-2020) | Parámetros climáticos promedio de Morelia (normales 1991-2020) | Parámetros climáticos promedio de Morelia (normales 1991-2020) | Parámetros climáticos promedio de Morelia (normales 1991-2020) | Parámetros climáticos promedio de Morelia (normales 1991-2020) | Parámetros climáticos promedio de Morelia (normales 1991-2020) | Parámetros climáticos promedio de Morelia (normales 1991-2020) | Parámetros climáticos promedio de Morelia (normales 1991-2020) | Parámetros climáticos promedio de Morelia (normales 1991-2020) | Parámetros climáticos promedio de Morelia (normales 1991-2020) |
| Mes                                                            | Ene.                                                           | Feb.                                                           | Mar.                                                           | Abr.                                                           | May.                                                           | Jun.                                                           | Jul.                                                           | Ago.                                                           | Sep.                                                           | Oct.                                                           | Nov.                                                           | Dic.                                                           | Anual                                                          |
| -------------------------------------------------------------- | -------------------------------------------------------------- | -------------------------------------------------------------- | -------------------------------------------------------------- | -------------------------------------------------------------- | -------------------------------------------------------------- | -------------------------------------------------------------- | -------------------------------------------------------------- | -------------------------------------------------------------- | -------------------------------------------------------------- | -------------------------------------------------------------- | -------------------------------------------------------------- | -------------------------------------------------------------- | -------------------------------------------------------------- |
| Temp. máx. abs. (°C)                                           | 30.6                                                           | 33.4                                                           | 35.3                                                           | 37.0                                                           | 38.3                                                           | 36.8                                                           | 32.1                                                           | 31.5                                                           | 30.6                                                           | 31.4                                                           | 31.2                                                           | 30.3                                                           | 38.3                                                           |
| Temp. máx. media (°C)                                          | 25.0                                                           | 27.3                                                           | 29.6                                                           | 31.8                                                           | 32.0                                                           | 29.0                                                           | 27.0                                                           | 26.8                                                           | 26.4                                                           | 26.5                                                           | 25.9                                                           | 25.1                                                           | 27.7                                                           |
| Temp. media (°C)                                               | 15.1                                                           | 17.1                                                           | 19.2                                                           | 21.4                                                           | 22.1                                                           | 20.8                                                           | 19.2                                                           | 19.3                                                           | 19.0                                                           | 18.3                                                           | 16.7                                                           | 15.4                                                           | 18.6                                                           |
| Temp. mín. media (°C)                                          | 6.6                                                            | 8.0                                                            | 9.5                                                            | 11.6                                                           | 13.6                                                           | 14.7                                                           | 13.8                                                           | 13.8                                                           | 13.7                                                           | 11.9                                                           | 8.8                                                            | 7.0                                                            | 11.1                                                           |
| Temp. mín. abs. (°C)                                           | -2.0                                                           | 0.0                                                            | 1.5                                                            | 5.9                                                            | 7.8                                                            | 7.5                                                            | 9.7                                                            | 9.9                                                            | 6.3                                                            | 1.6                                                            | -0.5                                                           | -1.5                                                           | -2.0                                                           |
| Precipitación total (mm)                                       | 15.0                                                           | 17.4                                                           | 17.6                                                           | 13.2                                                           | 50.9                                                           | 150.6                                                          | 192.8                                                          | 173.8                                                          | 136.2                                                          | 59.4                                                           | 16.9                                                           | 6.2                                                            | 850.1                                                          |
| Fuente: NOAA                                                   |                                                                |                                                                |                                                                |                                                                |                                                                |                                                                |                                                                |                                                                |                                                                |                                                                |                                                                |                                                                |                                                                |

| |                                                           |                              |
| \| Clave \| Descripción \| % de la superficie municipal \| \| ------ \| --------------------------------------------------------- \| ---------------------------- \| \| ACw2 \| Semicálido subhúmedo con lluvias en verano, mayor humedad \| 0,53 \| \| ACw1 \| Semicálido subhúmedo con lluvias en verano, humedad media \| 0,99 \| \| C(w2): \| Templado subhúmedo con lluvias en verano, mayor humedad \| 23,12 \| \| C(w1) \| Templado subhúmedo con lluvias en verano, humedad media \| 75,36 \| |                                                           |                              |
| Clave | Descripción                                               | % de la superficie municipal |
| ACw2 | Semicálido subhúmedo con lluvias en verano, mayor humedad | 0,53                         |
| ACw1 | Semicálido subhúmedo con lluvias en verano, humedad media | 0,99                         |
| C(w2): | Templado subhúmedo con lluvias en verano, mayor humedad   | 23,12                        |
| C(w1) | Templado subhúmedo con lluvias en verano, humedad media   | 75,36                        |

### Flora
El municipio de Morelia cuenta con diez tipos de vegetación o agrupaciones vegetales primarias.  Además se tienen extensiones de uso agrícola y pastizales, que se desarrollan sobre áreas alteradas por el hombre y los animales domésticos, generalmente a partir del bosque de encino o del matorral subtropical que fueron expuestos a un pastoreo intenso, las cuales son; Mezquital (mezquite, huisache, maguey). Se ubica en la zona norte del municipio. Matorral subtropical (nogalillo, colorín, casahuate, parotilla, yuca, zapote prieto, puchote). Se localiza sobre terrenos poco empinados muy pedregosos o sobre roca volcánica a altitudes que oscilan entre 1800 y 2000 m s. n. m., en las zonas norte, noreste.
- Selva media caducifolia (aguacatillo, laurel, ajunco, atuto, escobetilla, saiba).
- Selva baja caducifolia (copal, papelillo, tepehuaje, anona, sacalosúchitl). En la zona sur del municipio.
- Bosque de encino (encino, acacia, madroño). Este tipo de vegetación se localiza en la falda de los cerros, entre los 2000 y 2400 m s. n. m. de altitud alrededor del valle de Morelia. Por estar cercanos a la ciudad son los más explotados y destruidos, dando lugar a la formación de pastizales secundarios.
- Bosque de pino (pino pseudostrobus, pino michoacano, pino moctezuma, pino teocote). Ubicado en las zonas frías y montañosas del municipio, entre 2200 y 3000 m s. n. m.
- Bosque de pino-encino. Localizado en la zona sur, suroeste y noreste.
- Bosque de galería (ahuehuete, fresno, aile, sauce). Esta agrupación vegetal se encuentra en estado de extinción.
- Bosque mesófilo de montaña (moralillo, alie, jaboncillo, fresno, garrapato, pinabete).
- Bosque de oyamel (oyamel o pinabete).
- Agrícola (frijol, maíz, garbanzo): 28,58 % de la superficie municipal.
- Pastizal: 13,98 % de la superficie municipal.
- Bosque y selva: 40,80 % de la superficie municipal.
- Matorral y mezquital: 11,01 % de la superficie municipal.
- Otros: 5,63 % de la superficie municipal.

### Fauna
En el municipio de Morelia se tienen identificadas 62 especies de aves, 96 de mamíferos, 20 de reptiles y 9 de anfibios. Entre ellas están:
- Aves: Cuervo común, urraca, pinzón mexicano, búho cornudo, tecolote, zopilote, tórtola cola blanca, jilguero pinero, jilguero dominico, colorín, chipe, gorrión ceja blanca, gorrión casero, tecolote oriental, colibrí berilo, colibrí pico ancho, papamoscas cenizo.
- Mamíferos: Coyote, zorra gris, armadillo, zarigüeya (tlacuache), tuza, murciélago, rata de campo, comadreja, rata parda, rata gris, zorrillo de una banda, mapache, tejón, musaraña, ardilla.
- Reptiles: Falsa coralillo, alicante, hocico de puerco, cascabel oscura mexicana, cascabel acuática, casquito, llanerita, jarretera.
- Anfibios: Salamandra, salamandra michoacana, sapo meseta, ranita ovejera, ranita de cañada.

La ciudad se encuentra asentada en terreno firme de piedra dura denominada «riolita», conocida comúnmente como «cantera», y de materiales volcánicos no consolidados o en proceso de consolidación, siendo en este caso el llamado tepetate. El suelo del municipio es de dos tipos: el de la región sur y montañosa pertenece al grupo podzólico, propio de bosques subhúmedos, templados y fríos, rico en materia orgánica y de color café «forestal»; la zona norte corresponde al suelo negro «agrícola», del grupo Chernozem. El municipio tiene 69 750 hectáreas de tierras, de las que 20 082,6 son laborables (de temporal, de jugo y de riego); 36 964,6 de pastizales; y 12 234 de bosques; además, 460,2 son incultas e improductivas.

## Economía
De acuerdo al documento Indicadores de Comercio al Mayoreo y al Menudeo, Estadísticas Económicas INEGI, publicado en julio de 1997, las actividades económicas del municipio, por sector, dentro de las actividades no especificadas, se contempla un 3,77 %. De esta forma, las principales actividades económicas de la ciudad son el comercio y el turismo (sector terciario) y después la industria de la construcción y la manufacturera. Por otra parte, la Encuesta Nacional de Ocupación y Empleo (ENOE) del INEGI arroja los siguientes valores absolutos de población ocupada, subocupada y desocupada mayor de 14 años ocupada en los trimestres de los años 2005 y 2006. Y se distribuyen de la siguiente manera:
- Sector Primario (agricultura, ganadería, caza y pesca): 6,64 %.
- Sector Secundario (industria manufacturera, construcción, electricidad): 25,91 %.
- Sector Terciario (comercio, turismo y servicios): 63,67 %.

| Período                   | Total   | Hombres | Mujeres |
| ------------------------- | ------- | ------- | ------- |
| Enero-marzo de 2005       | 260,458 | 151,540 | 108,918 |
| Abril-junio de 2005       | 266,507 | 151,834 | 114,673 |
| Julio-septiembre de 2005  | 270,478 | 152,842 | 117,636 |
| Octubre-diciembre de 2005 | 284,363 | 159,435 | 124,928 |
| Promedio de 2005          | 270,452 | 153,913 | 116,539 |
| Enero-marzo de 2006       | 280,220 | 156,689 | 123,531 |
| Abril-junio de 2006       | 275,894 | 154,200 | 121,694 |
| Julio-septiembre de 2006  | 283,991 | 162,724 | 121,267 |
| Octubre-diciembre de 2006 | 288,442 | 162,285 | 126,157 |
| Promedio de 2006          | 282,137 | 158,975 | 123,162 |

| Período                   | Total  | Hombres | Mujeres |
| ------------------------- | ------ | ------- | ------- |
| Enero-marzo de 2005       | 14,403 | 10,630  | 3,773   |
| Abril-junio de 2005       | 15,844 | 10,556  | 5,288   |
| Julio-septiembre de 2005  | 15,475 | 9,494   | 5,921   |
| Octubre-diciembre de 2005 | 13,516 | 8,939   | 4,577   |
| Promedio de 2005          | 14,795 | 9,905   | 4,890   |
| Enero-marzo de 2006       | 20,011 | 13,576  | 6,435   |
| Abril-junio de 2006       | 13,231 | 8,809   | 4,422   |
| Julio-septiembre de 2006  | 15,949 | 11,893  | 4,056   |
| Octubre-diciembre de 2006 | 13,404 | 9,293   | 4,111   |
| Promedio de 2006          | 15,649 | 10,893  | 4,756   |

| Período                   | Total | Hombres | Mujeres |
| ------------------------- | ----- | ------- | ------- |
| Enero-marzo de 2005       | 4.21% | 3.95%   | 4.58%   |
| Abril-junio de 2005       | 3.57% | 3.34%   | 3.86%   |
| Julio-septiembre de 2005  | 3.93% | 3.23%   | 4.82%   |
| Octubre-diciembre de 2005 | 3.05% | 3.40%   | 2.59%   |
| Promedio de 2005          | 3.69% | 3.48%   | 3.96%   |
| Enero-marzo de 2006       | 3.93% | 4.10%   | 3.71%   |
| Abril-junio de 2006       | 2.90% | 3.37%   | 2.29%   |
| Julio-septiembre de 2006  | 4.57% | 4.52%   | 4.64%   |
| Octubre-diciembre de 2006 | 4.05% | 4.68%   | 3.22%   |
| Promedio de 2006          | 3.86% | 4.17%   | 3.46%   |

## Industria
Morelia, no obstante su importante crecimiento demográfico, ha tenido un desarrollo industrial lento comparado con el de muchas otras ciudades del centro y del norte del país, debido sobre todo a la falta de infraestructura adecuada, así como también a la poca promoción a las inversiones de tipo industrial en todo el estado. En la capital de Michoacán se encuentra la Ciudad Industrial de Morelia (CIMO), que abarca 354 hectáreas y da cabida a 180 empresas que generan 9050 empleos (1 de febrero de 2007). Sin embargo, solamente el 42 % de ellas son empresas manufactureras, mientras que las demás son bodegas o centros de distribución y en su mayoría cuenta con empresas medianas y pequeñas. Morelia alberga el Corporativo Cinépolis, una de las cadenas de entretenimiento de cine más grande a nivel internacional con presencia en más de 14 países, la industria moreliana se dedica a la elaboración de aceite comestible, productos químicos, resinas, la harina, a la fundición, al plástico, calderas, a los dulces en conservas, procesadoras de alimentos, madera, al embotellamiento de agua y de refrescos, a la elaboración de plásticos, fabricación de equipo eléctrico y derivados del papel. En el año 2014 la empresa Dish instaló su centro de atención a clientes en el parque tecnológico Tres Marías. A partir de 2017 comenzará operaciones el Centro de Atención a clientes de la Tienda Departamental Liverpool, también instalado en el parque tecnológico Tres Marías, dentro de este parque tecnológico, hay empresas de desarrollo de software entre las más relevantes está la empresa IA interactive que ha ganado grandes premios y reconocimientos, así como su gran crecimiento y apoyo a otras empresas de desarrollo de software locales, impulsando el emprendimiento y desarrollo tecnológico. Se considera a Morelia como un semillero de grandes desarrolladores de software, donde se pretende impulsar ésta industria tecnológica; así como lo han hecho las ciudades hermanas de la Ciudad de México y Guadalajara, siendo un punto intermedio entre estas ciudades para albergar a empresas de desarrollo y crear un Sillicon Valley pero mexicano.

## Deportes
La ciudad de Morelia es sede el equipo profesional Club Atlético Morelia, de liga de expansión MX. Hasta mediados del año 2020 fue la sede del equipo de fútbol de primera división, Monarcas Morelia, el cual, era propiedad de la televisora TV Azteca, la fuerte competidora de Televisa, por lo que a los partidos de fútbol jugados entre Monarcas Morelia y el Club América (propiedad de Televisa) se le conocía como «El Clásico del Periférico»; esto debido a que las sedes de ambas empresas se encuentran sobre el Anillo Periférico de la Ciudad De México; también se le denominaba «Clásico de las Televisoras». El equipo fue campeón de liga en el torneo Invierno 2000 y de copa en el torneo Apertura 2013, además de que en tres ocasiones ha sido subcampeón de liga: en el Apertura 2002, Clausura 2003 y Clausura 2011. Asimismo ha representado a México en diferentes torneos internacionales como la Copa Libertadores de América en los años 2002, 2010 y 2014, además de la Liga de Campeones de la CONCACAF en las ediciones de 2002, 2003 y siendo campeón en el torneo llamado «Superliga» en 2010 el vencer 2-1 al New England. Sin embargo, el 2 de junio de 2020 el equipo anunció su cambio de sede a la ciudad de Mazatlán, Sinaloa, poniendo fin a su historia en la capital michoacana. En julio de 2020 se anunció la incorporación del equipo Atlético Morelia, el equipo histórico de la ciudad, conocido con el mote de «Canarios», a la nueva Liga de Expansión MX con el propósito de no dejar sin fútbol profesional una sede histórica y, finalmente, subir a la Primera División conocida como Liga MX. 
La sede del equipo Atlético Morelia es el Estadio Morelos, con capacidad para 38 869 espectadores, siendo el escenario deportivo más grande de Michoacán y el séptimo del país.
Morelia también cuenta con el estadio olímpico Estadio Venustiano Carranza,  con capacidad para 17 600 espectadores y en el Estadio Universitario (C.U.) de tipo olímpico.
También cuenta con el equipo de baloncesto profesional de Aguacateros de Michoacán que juegan en la Liga Nacional de Baloncesto Profesional y que funge como local en el Auditorio de la Universidad Michoacana de San Nicolás de Hidalgo con capacidad para 3500 espectadores.
Otros escenarios para deportes y espectáculos en la ciudad son el auditorio Bicentenario, inaugurado en el 2012 con capacidad para 6000 espectadores; el Estadio Universitario (5000 espectadores), la Plaza de toros Monumental de Morelia (17 000 espectadores), el Palacio del Arte (4000 espectadores), el Pabellón Don Vasco (6560 espectadores), y el Gimnasio-Auditorio de la UMSNH (3500 espectadores). También se tiene un autódromo a 20 km al sur de la ciudad, denominado «Autódromo del Águila», con trazado de 1,34 km, en el vecino municipio de Lagunillas y con graderío para 4000 personas.

## Turismo
La ciudad cuenta grandes atractivos turísticos debido a su importante acervo arquitectónico, cultural e histórico, además de que se localiza cerca de poblaciones con tradiciones y próxima a escenarios naturales, como Los Azufres y los lagos de Pátzcuaro y de Cuitzeo, entre otros sitios, razones por las cuales es el destino sin playa más visitado de México (casi 500 000 turistas por temporada vacacional), con un porcentaje de 85 % de turistas nacionales y 15 % de turistas extranjeros, entre los que destacan los estadounidenses, españoles, canadienses e italianos (2006). Por ello, la ciudad cuenta con buena infraestructura turística, entre la que destacan hoteles de todas las categorías, restaurantes, agencias de viajes, clubes deportivos, balnearios, centro de convenciones, planetario, orquidario, parque zoológico, etc.
Principales atractivos turísticos:
- Centro histórico de Morelia El centro histórico de la ciudad de Morelia es uno de los máximos exponentes de la arquitectura colonial en el continente, gracias a lo cual fue declarado por la Unesco Patrimonio Cultural de la Humanidad el 13 de diciembre de 1991, debido a su gran belleza y unidad arquitectónica, principalmente de los edificios de los siglos XVI, XVII y XVIII, aunque también existen en el centro de la ciudad construcciones importantes del siglo XIX. La zona Patrimonio de la Humanidad consta de 271 ha (2,71 km²), en las cuales hay 219 manzanas (cuadras o bloques), 15 plazas y 1113 monumentos históricos civiles y religiosos.

Templos y exconventos
- Catedral de Morelia (1660 a 1744). Impresionante monumento con dos torres gemelas de 66.8 metros, las más altas del continente americano dentro del estilo barroco (e independientemente del estilo de su construcción la cuarta más alta en México, después de las torres del Santuario Guadalupano, en la ciudad de Zamora de Hidalgo [108 m], de la Catedral de Villahermosa [80 m] y del Basílica Santuario de Nuestra Señora de Guadalupe en San Luis Potosí [868 m]). Cabe destacar que cada sábado en punto de las 9:00 p. m. se realiza el espectáculo «Luces de Catedral» en el cual hay fuegos artificiales, sonido y luces.
- Antiguo Templo de la Compañía de Jesús (s. XVII). Fue construido en el siglo XVII para alojar a la Compañía de Jesús. En la actualidad ahí se ubica la Biblioteca Pública de la Universidad Michoacana de San Nicolás de Hidalgo.
- Templo y Ex-Convento de las Rosas (1743 a 1777). Primer conservatorio de música de América.
- Templo y Ex-Convento de la Merced (1604).
- Templo y Ex-Convento de San Agustín (1550 a 1626).
- Templo y Ex-Convento del Carmen (ss. XVI a XIX).
- Templo de San José (1760 a 1945).
- Templo de la Cruz (1680 a 1690).
- Templo de San Francisco y exconvento de San Buenaventura (1530 a 1610). Actualmente parte de este convento se ha usado como la Casa de las Artesanías, que es un museo de la artesanía michoacana, con venta al público. Los viernes en punto de las 8:45 p. m. se proyecta sobre la fachada principal (Plaza Valladolid) un video mapping con entrada gratuita y con una duración de 8-13 min.
- Templo y Ex-Convento de las Capuchinas (1680 a 1737).
- Templo de Santa Catalina de Siena o «Las Monjas» (1729 a 1737).
- Santuario de Guadalupe (1708 a 1716).
- Ex-Convento de San Diego (s. XVIII). Actualmente Facultad de Derecho y Ciencias Sociales de la UMSNH.
- Templo de Cristo Rey, antes capilla de la Soterraña (1764 a 1984).

Palacetes
- Palacio de Gobierno de Michoacán (antiguo Seminario Tridentino, 1760 a 1770). En este lugar estudiaron Morelos, Iturbide y Mariano Michelena.
- Palacio Legislativo de Michoacán (s. XVIII). Casa del Intendente José María Anzorena.
- Palacio Federal (1729 a 1737). Originalmente colegio Teresiano, y en la actualidad funciona como sede de correos, telégrafos y juzgados federales.
- Antiguo Real Hospital de San Juan de Dios (1685).

- Museo del Poder Judicial de Michoacán (antiguo Palacio de Justicia, 1682 a 1695).

- Colegio de San Nicolás de Hidalgo (s. XVI). Este colegio, alma mater de la Universidad Michoacana de San Nicolás de Hidalgo (UMSNH), fue creado en 1540 en la ciudad de Pátzcuaro, por el humanista Vasco de Quiroga, quien le dio el nombre de Real Colegio de San Nicolás de Obispo, en 1580 se traslada a Valladolid, hoy Morelia, y al año siguiente, une sus aulas al Colegio de San Miguel de Guayangareo. Fue lugar de estudios de Miguel Hidalgo (Miguel Gregorio Antonio Ignacio Hidalgo Costilla y Gallaga) y José María Morelos. Miguel Hidalgo y Costilla fue nombrado Rector de la Institución en 1790. Fue cerrada durante la guerra de independencia y reabierta el 17 de enero de 1847 por Melchor Ocampo; Gobernador michoacano que participó en la guerra de Reforma junto a Benito Juárez. Por otra parte, fue la primera institución educativa en la América Continental. En la planta alta del edificio se encuentra la sala «Melchor Ocampo», en dónde se conservan sus ropas originales, su corazón y sus libros. Actualmente alberga una de las escuelas preparatorias de la UMSNH.
- Palacio Clavijero (s. XVII). Antiguo colegio jesuita de San Francisco Javier.
- Palacio Municipal de Morelia (1766). Originalmente era la Factoría de Tabaco.
- Antigua Alhóndiga (1744).

- Escuela Preparatoria n.º 2 «Ing. Pascual Ortiz Rubio». Es un edificio de estilo neoclásico construido por el segundo Arzobispo de Michoacán José Ignacio Arciga en 1859.  El objetivo de la construcción era albergar un nuevo seminario que sustituyera al que funcionó en el actual Palacio de Gobierno de Michoacán.

Casonas
- Casa Natal de Morelos (s. XVII, reconstruida en 1888). Actualmente funciona como museo del caudillo.
- Casa de Morelos (s. XVII, remozada a inicios del siglo XIX). Fue vivienda particular de José María Morelos y actualmente funciona como museo de este héroe de la Independencia de México.
- Casa Natal de Iturbide (s. XVII). Ubicada en la calle Valladolid # 75. Actualmente pertenece a particulares.
- Casa Natal de Josefa Ortiz de Domínguez (s. XVII). Ubicada en la esquina suroeste del cruce de las calles Vicente Santamaría y Ortega y Montañez. Pertenece a particulares.
- Casa de García Obeso (finales del s. XVIII). En esta majestuosa casona se desarrolló la conspiración de Valladolid de 1809.
- Casa de Pedro de Villela (s. XVI).

Museos
- Museo Regional Michoacano (s. XVIII). Originalmente, casa de Isidro Huarte, primer intendente de Valladolid y suegro de Agustín de Iturbide.
- Museo del Estado de Michoacán (s. XVIII). Casa de la Emperatriz Ana Huarte, donde vivió con su esposo, Agustín de Iturbide.
- Museo de Arte Colonial.
- Museo Casa Natal de Morelos.
- Museo Casa de Morelos (no es el mismo que el de la Casa Natal).
- Museo de Arte Contemporáneo «Alfredo Zalce».
- Museo de la Máscara (en el interior del convento del Carmen).
- Museo de Historia Natural «Manuel Martínez Solórzano».
- Museo Casa de las Artesanías (exposición y venta).
- Museo del Dulce.
- Museo de la Ciudad.
- Museo de Los Residuos SOS.
- Museo de los Símbolos Patrios.
- Museo e Instituto del Artesano Michoacano.
- Museo de Geología y Mineralogía «Dr. Jenaro González Reyna».
- Museo del Poder Judicial de Michoacán.

| Plazas - Plaza de Armas - Plaza Ocampo - Plaza Valladolid - Plaza Villalongín, Fuente de las Tarascas de Morelia]] - Plaza Morelos - Plazuela de la Rosas - Plaza de las Capuchinas y Jardín de la Soterraña. - Plazuela del Carmen - Plazuela de San José - Plaza Carrillo - Jardín de los Fundadores Teatros - Teatro Ocampo - Teatro Morelos - Teatro José Rubén Romero - La Casona del Teatro - Foro La Mueca - Foro La Ceiba - Teatro Samuel Ramos - Centro Cultural Universitario - Centro Cultural UNAM-Morelia - Estela Inda - Teatro al aire libre Jesús Monge, Poliforum Digital Morelia | Parques y áreas verdes - Zoológico de Morelia - Parque 150 - Bosque Lázaro Cárdenas - Parque Arboretum - Parque Francisco Zarco - Parque Bicentenario Sitios históricos - Acueducto de Morelia (1728 a 1730 y reconstruido en 1785). - Bosque Cuauhtémoc (Antigua alameda de la ciudad). - Calzada de Guadalupe o Calzada de Fray Antonio de San Miguel. - Callejón del Romance. - Teatro Ocampo de Morelia (1830). | Sitios naturales - Parque nacional José María Morelos y Pavón - Presa de Cointzio, al sureste de Morelia - Cueva de la Joya, en Capula - Cañada del Cañón, en Capula - La Peña en Atécuaro - Grutas de la Escalera en Cuto de la Esperanza - Bosque en Jesús del Monte - Presa de Umécuaro en Santiago Undameo - Cerro del Águila en Tacícuaro - Manantial del Bañito en Tiripetío - Cráter de la Alberca en Teremendo - El Cerro del Tzirate en Teremendo. Balnearios - Balnearios de «El Edén», «El Ejido» y «Cointzio». |

## Gastronomía
Morelia tiene una gastronomía resultado de la combinación de la antigua cocina purépecha con la cocina europea. Algunos de los antojitos de esta ciudad son el pollo placero, pollo servido con papas, zanahorias y enchiladas bañadas en una salsa espesa de chiles; las corundas, tamales triangulares envueltos en hojas verdes de maíz y los uchepos, tamales de elote tierno bañados con crema o servidos como acompañamiento de guisados. Otras delicias incluyen el churipo, un caldo hecho con chile rojo, carne de res y verduras; la atapakua, un guiso cuyos ingredientes básicos son maíz y chile y se acompaña con carne y queso; las famosas carnitas, el caldo michi, preparado con pescado y tuna agria; la morisqueta, un platillo de arroz, frijoles y carne asada de puerco y el aporreadillo, tiras de carne seca fritas con huevo y chile. Entre los postres están, los chongos zamoranos, una especie de cuajada de leche muy dulce y los ates de fruta. También están los buñuelos, pan de nata, frutas en conserva, chocolate de metate, refrescantes nieves de pasta, a base de vainilla, huevo, leche y azúcar y por supuesto, las conocidas morelianas, obleas tipo hostias con leche quemada y azúcar. El atole de diversos ingredientes como, zarzamora, tamarindo, chile cascabel y hierbas para darle sabor, cabe mencionar también los gaspachos que consiste en fruta picada y preparada con jugo de naranja, limón, queso y cebolla. Entre las bebidas está la charanda aguardiente de caña. Mencionando también el ya muy reconocido Mezcal el cual se produce en municipios aledaños a la ciudad de Morelia.

## Educación
Morelia es uno de los más importantes centros culturales del país por la gran cantidad de eventos artísticos en ella desarrollados, entre los que destacan festivales musicales (música, órgano, guitarra) y cinematográficos, exposiciones diversas (pintura, arte), obras de teatro, etc. Asimismo, es una de las ciudades con mayor patrimonio arquitectónico, razón por la cual fue declarada en 1991 como Patrimonio Cultural de la Humanidad por la Unesco. También, la ciudad fue la cuna de prominentes figuras de la Independencia de México como José María Morelos, Josefa Ortiz de Domínguez, Agustín de Iturbide, Mariano Michelena, además fue lugar de residencia y de formación académica e intelectual de Miguel Hidalgo. Por otra parte, por el número de instituciones de educación superior que cuenta (tanto públicas como privadas).
Desafortunadamente la educación se ve afectada por presiones constantes con manifestaciones y paro de labores que repercuten a la ciudad. Desde 2015 Morelia está colocada dentro de las ciudades con los «niveles más bajos de aprendizaje» en el país junto con Oaxaca de Juárez. Los constantes paros laborales desde nivel básico hasta nivel superior, han provocado la migración de miles de estudiantes a otras ciudades del estado o incluso a otros estados que no se ven afectados por este tipo de situaciones.
Educación superior
| Pública: - Universidad Michoacana de San Nicolás de Hidalgo (UMSNH): Universidad pública autónoma fundada el 15 de octubre del 1917, sin embargo sus antecedentes históricos se remontan a 1540 con la fundación del Colegio de San Nicolás Obispo en Pátzcuaro, trasladado a la ciudad de Valladolid en 1580. Esta institución es la más grande del estado de Michoacán, atendiendo en sus diversas escuelas y facultades cerca de 50,000 estudiantes en niveles de licenciatura, maestría y doctorado. - Instituto Tecnológico de Morelia (ITM): Fundado en 1965, atiende alrededor de 4650 alumnos, ofreciendo estudios a nivel licenciatura, maestría y doctorado en áreas tecnológicas. - Universidad Tecnológica de Morelia (UTM): Fundada en el año 2000, ofrece carreras a nivel Técnico Superior Universitario e Ingeniería y cuenta con una matrícula de aproximadamente 2,000 estudiantes. - Escuela Nacional de Estudios Superiores Unidad Morelia (ENES Unidad Morelia), de la Universidad Nacional Autónoma de México: Inaugurada en el año 2012, cuenta con 9 licenciaturas hasta el momento (tecnologías para la información en ciencias, ciencia de materiales sustentables, ciencias ambientales, geociencias, estudios sociales y gestión local, geohistoria, arte y diseño, historia del arte y literatura intercultural). Una de las metas a corto plazo de la ENES Morelia es su incorporación a los programas de posgrado de la UNAM ya existentes, de acuerdo con la normatividad y funcionalidad de cada programa. La promoción y difusión de actividades académicas y culturales, serán una parte fundamental en la formación integral de sus alumnos y docentes. Cuenta con el Centro de Idiomas ENES Morelia (CIEM) donde se imparten clases de idiomas para todo público. - Instituto Tecnológico del Valle de Morelia (antes Tecnológico Agropecuario) - Escuela Normal Urbana Federal. - Escuela Normal para Educadoras "Profr. Serafín Contreras Manzo" - Escuela Normal de Educación Física - Escuela Normal Rural "Vasco de Quiroga" - Instituto Michoacano de Ciencias de la Educación (IMCED): Ofrece estudios a nivel licenciatura y maestría enfocados a la pedagogía y psicología. - Universidad Virtual del Estado de Michoacán (UNIVIM) Fundada el 17 de enero de 2011 Oferta 5 Licenciaturas: Medicina alternativa, Planeación y evaluación educativa, Turismo sostenible, Evaluación y desarrollo ambiental e Ingeniería en desarrollo agroindustrial, 6 diplomados: Género y desarrollo social, Desarrollo sustentable, Competencias pedagógicas para el aprendizaje, Evaluación y desarrollo ambiental, Formulación y evaluación de proyectos de inversión, Seis Sigma y Cooperativismo; y una maestría: en Competencias Pedagógicas http://univim.edu.mx/ | Privada: - Universidad Latina de América (UNLA) (1991) La Universidad Latina de América se constituyó como Asociación civil en el año 1990. El 2 de septiembre de 1991 inicia actividades docentes ofreciendo bachillerato y 7 licenciaturas escolarizadas – Administración de Empresas, Ciencias de la Comunicación, Contaduría Pública, Derecho, Psicología, Relaciones Comerciales Internacionales y Sistemas Computacionales – siendo Rector el Mtro. Enrique Luengo González. El 14 de febrero de 1992 se realiza la inauguración oficial del campus. - Instituto de Administración Pública del Estado de Michoacán (2009) Profesionalizando a los servidores públicos de Michoacán. Maestría en Administración Pública. - Tecnológico de Monterrey Campus Morelia (2002): ubicado al sureste de la ciudad en la comunidad de Jesús del Monte. El Tec en Morelia atiende un poco más de 1500 alumnos de grado preparatoria, profesional y posgrado. - Instituto Valladolid Universidad Marista Valladolid (2012) - Universidad La Salle (ULSA) Campus Morelia (1991) - Universidad Contemporánea de las Américas (UCLA) - Instituto de Estudios Superiores de la Comunicación (IESCAC) - Universidad Internacional Jefferson (UNIJ) - Universidad Vasco de Quiroga (UVAQ) Campus Santa María de Guido - Universidad Interamericana Para El Desarrollo (UNID) Sede Morelia - Universidad de Morelia (UDEM) - Universidad Sor Juana Inés de la Cruz - Universidad Anáhuac - Instituto Montrer (Universidad Montrer) - Centro de Estudios Superiores Nova Hispana - Colegio Culinario de Morelia - Instituto de Formación e Investigaciones Jurídicas de Michoacán (IFIJUM) (2009) - Instituto de Ciencias y Estudios Superiores de Michoacán (ICESM) - Instituto Mexicano de Investigaciones Cinematográficas y Humanísticas (IMICH) (Licenciatura en Cine, Maestría en Teoría y Crítica de Cine y Maestría en Estudios de la Cultura y Sistemas de Comunicación) - Instituto Superior de Música Santa Cecilia |

Educación Media superior
| Pública: - Centro de Bachillerato Tecnológico Agropecuario #7 - Centro de Bachillerato Tecnológico Industrial y de Servicios #149 - Colegio Primitivo y Nacional de San Nicolás de Hidalgo - Preparatoria Ing. Pascual Ortiz Rubio - Preparatoria José María Morelos y Pavón - Preparatoria Isaac Arriaga - Preparatoria Melchor Ocampo - Centro de Educación Artística «Miguel Bernal Jiménez» (CEDART) | Privada: - Educación Valladolid - Instituto Latino de Morelia - Instituto Interamericana - Instituto Motolinía - Instituto Cumbres - Instituto Kilimanjaro - Instituto Vasco de Quiroga (IVQ) - Instituto Villa Montessori - Varmond School - Colegio Khépani - Instituto Antonio Plancarte - Instituto Montrer - Colegio Anáhuac - Instituto Antonio de Mendoza (Salesiano) - Escuela Preparatoria Rector Hidalgo - Preparatoria ICA - Preparatoria UVAQ Campus Santo Tomás Moro |

Instituciones educativas artísticas
- Conservatorio de las Rosas
- Escuela Popular de Bellas Artes
- Instituto Superior de Música Santa Cecilia
- Centro de Educación Artística «Miguel Bernal Jiménez» (CEDART)
- Rock Art Morelia
- CEMAC (Centro de Música Activa)

La ciudad, además, es sede de los institutos de investigación científica en Astronomía Matemáticas y Ecología de la Universidad Nacional Autónoma de México.
Con relación al número de instituciones y la matrícula en el municipio para niveles elemental y medio, se tenía en el año 2000 lo siguiente:
- Elemental Preescolar: 189 instituciones / 18 782 alumnos.
- Elemental Primaria: 321 instituciones / 85 410 alumnos.
- Elemental Terminal (Capacitación para el Trabajo): 73 instituciones / 11 675 alumnos.
- Medio Secundaria: 87 instituciones / 28 111 alumnos.
- Medio Terminal Técnico: 17 instituciones / 4 757 alumnos.
- Normal: 7 instituciones / 1478 alumnos.
- Bachillerato: 60 instituciones / 31 100 alumnos.

## Infraestructura de comunicación
Vialidades 
A partir del siglo XVI empezó en la Nueva España la apertura de caminos reales para satisfacer las necesidades del comercio. Estos caminos siguieron muchas veces las rutas trazadas por los antiguos mercaderes indígenas que abastecían a los principales centros de población.
Uno de los caminos pioneros fue el México-Valladolid-Guadalajara, siendo también uno de los más transitados junto al México-Querétaro-Valladolid, que ubicó a Morelia como uno de los principales enlaces entre la capital y el occidente de México.
Actualmente, la ciudad de Morelia constituye el principal núcleo carretero del estado de Michoacán, y las principales carreteras con que cuenta son las siguientes:
- Carretera libre Morelia-Salamanca (federal 43): Parte hacia el norte y enlaza a la ciudad con la región Bajío del vecino estado de Guanajuato. Cuenta con cuatro carriles hasta el entronque con la autopista México-Guadalajara y dos carriles desde ahí hasta la ciudad de Salamanca.
- Carretera de cuota Morelia-Salamanca-León, Guanajuato: Parte hacia el norte como continuación de la carretera libre Morelia-Salamanca-León, en el entronque con el pueblo de Santa Ana Maya. Cuenta con dos carriles hasta el entronque con la carretera Salamanca-Celaya-Querétaro. Cuenta con casetas de cobro ubicadas en La cinta (entronque a Santa Ana Maya), salida a Valle de Santiago, salida a Salamanca y entronque a la carretera Salamanca-Celaya-Querétaro.
- Carretera libre Morelia-Guadalajara (federal 15): Parte hacia el poniente y enlaza a la ciudad con Guadalajara, la segunda ciudad más importante del país, pasando por Quiroga, Zacapu, Zamora de Hidalgo y Ocotlán. Cuenta con dos carriles en todo el trayecto a través de Michoacán, y cuatro carriles en algunas partes del estado de Jalisco.
- Carretera libre Morelia-Zitácuaro-Toluca-Cd. de México (federal 15): Parte con dirección este. Antigua carretera de «Mil Cumbres», conecta Morelia con la Ciudad de México atravesando algunas de las partes más montañosas de Michoacán. Esta vía se encuentra casi en desuso.
- Carretera Morelia-Maravatío-Atlacomulco-Toluca: Parte con dirección estenoreste. Cuenta con tramos libres de dos carriles hasta Maravatío, y de cuota de cuatro carriles después de Maravatío. Atraviesa parte de las montañas panorámicas al oriente de Morelia.
- Carretera Morelia-Pátzcuaro-Uruapan-Nueva Italia-Lázaro Cárdenas (federal 37): Parte hacia el suroeste de la ciudad, cuenta con cuatro carriles hasta Pátzcuaro, y de ahí en adelante solamente dos carriles (aunque hay un proyecto para ampliarla a cuatro), dividiéndose en la ruta libre (federal 37) y la Autopista Siglo XXI (Cuota 37D).
- Autopista México-Morelia-Guadalajara (cuota 15D): Aunque no pasa por el municipio de Morelia, lo hace muy cercano a este (25 km al norte) y conecta a Morelia con las dos principales ciudades del país. Cuenta con al menos cuatro carriles durante todo el trayecto.
- Carretera Morelia-Atécuaro: Parte hacia el sur montañoso del municipio.
- Carretera Morelia-San Miguel del Monte: Parte con dirección sureste.

Vías férreas
Por la ciudad de Morelia pasa únicamente la vía Lázaro Cárdenas-Morelia-Acámbaro-Ciudad de México, que conecta a la ciudad con el más importante puerto mexicano en el Pacífico, con el Bajío, así como también con la capital del país.
Aeropuerto
El Aeropuerto Internacional de Morelia «»Francisco J. Múgica», aunque no se encuentra en el municipio de Morelia sino en el adyacente de Álvaro Obregón (a 25 km del centro de la ciudad), enlaza por aire a la ciudad con otras ciudades del país, como Ciudad de México y Tijuana. Además de 5 ciudades en el territorio estadounidense incluyendo Los Ángeles, Chicago, Oakland, Houston y Dallas. Las Aerolíneas que operan son Connect, Volaris, Aeromar, United Express y American Eagle.
Terminales de autobuses
Actualmente la ciudad de Morelia cuenta con tres centrales de autobuses, dos de las cuales prestan servicio doméstico con líneas principalmente suburbanas (Terminal Norte y Terminal Sur) y la Terminal de Autobuses de Morelia, inaugurada en octubre de 2001 que presta servicio a las líneas foráneas.

## División política
En el año 2005, el municipio de Morelia contaba con 206 localidades, compuestas por 1 ciudad, 12 tenencias, y múltiples pueblos, colonias y rancherías, sumando en total 206 localidades, de acuerdo con el Segundo Conteo de Población y Viviendas (2005). En los últimos años, desaparecieron dos de las antiguas tenencias del municipio, a saber: Isaac Arriaga y Santiaguito, al quedar plenamente absorbidas por la mancha urbana de la ciudad. En una situación muy parecida se encuentra la tenencia de Santa María de Guido, que a corto plazo pudiera ser eliminada como tal. Las tenencias que conforman el municipio de Morelia son; Atapaneo, Atécuaro, Capula, Cuto de la Esperanza, Chiquimitío, Jesús del Monte, Morelos, San Miguel del Monte, San Nicolás Obispo, Santa María, Santiago Undameo, Tacícuaro, Teremendo y Tiripetío.

### Dependencias municipales
- Presidencia municipal.
- Secretaría Particular.
- Coordinación General de Comunicación Social.
- Sindicatura.
- Regidores.
- Secretaría del H. Ayuntamiento.
- Tesorería.
- Secretaría de Administración.
- Secretaría de Bien Común y Política Social.
- Comisión de Seguridad Ciudadana.
- Secretaría de Obras Públicas.
- Secretaría de Desarrollo Urbano y Movilidad.
- Secretaría de Desarrollo Rural.
- Secretaría de Medio Ambiente y Sustentabilidad.
- Secretaría de Servicios Públicos Municipales.
- Secretaría de Fomento Económico.
- Secretaría de Turismo.
- Secretaría de Cultura.
- Contraloría Municipal.
- Comité para el Desarrollo Integral de la Familia.
- Instituto Municipal de Planeación de Morelia.
- Consejo de la Ciudad.
- Instituto de la Juventud Moreliana.
- Gerencia del Centro Histórico.

### Principales comisiones del ayuntamiento
- De Planeación y Programación.
- De Educación, Cultura y Turismo.
- De Urbanismo, Obras Públicas y Patrimonio.
- De Industria y Comercio.
- De Asuntos Agropecuarios y Pesca.
- De Salubridad y Asistencia.
- De Medio Ambiente y Ecología.
- De OOAPAS.

### Autoridades auxiliares
La Administración Pública Municipal fuera de la Cabecera Municipal, está a cargo de los jefes de tenencia o encargados del orden, quienes son electos en plebiscito, durando en su cargo tres años. En el municipio de Morelia existen 15 jefes de tenencia y 350 encargados del orden, quienes ejercen principalmente las siguientes funciones:
- Dar aviso al presidente municipal, de cualquier alteración que adviertan en el orden público.
- Conformar el pódium de habitantes de su demarcación.
- Cuidar de la limpieza y aseo de los sitios públicos y buen estado de los caminos vecinales y carreteras.
- Procurar el establecimiento de escuelas.
- Dar parte de la aparición de siniestros y epidemias.
- Aprehender a los delincuentes, poniéndolos a disposición de las autoridades competentes.

### Presea Generalísimo Morelos
Fue instituida en 1942 y es el máximo galardón que otorga cada año el día 18 de mayo el Ayuntamiento de Morelia en el aniversario de la fundación de la ciudad; ha sido entregada a distinguidas personalidades o instituciones de diversos ámbitos.

### Consejo de la Ciudad
Órgano colegiado integrado por 152 consejeros; los consejeros son ciudadanos que con gran entusiasmo ponen atención al análisis de propuestas en base de las problemáticas que se dan en un municipio, con el interés de aportar ideas, experiencias y conocimientos generándose con las autoridades un fructífero enriquecimiento de visión a favor de Morelia; el cargo del consejero es honorífico y no remunerado. Este órgano es coordinado por el secretario técnico, quien su única autoridad es directamente el presidente municipal. El Consejo de la Ciudad, tiene su propia revista: Morelia desde el Corazón (antes llamada ENLACE), en ella los servidores públicos y miembros del consejo escriben sobre cualquier tema de interés del Ayuntamiento;
- Promover la participación de los vecinos en el estudio y solución de los problemas urbanos y en las actividades culturales de la comunidad.
- Auxiliar al Ayuntamiento en el ejercicio de sus funciones, especialmente con relación a los servicios públicos. Constituirse en foro de análisis de problemas urbanos, a fin de que sus conclusiones puedan servir a autoridad Municipal y al propio Consejo de la ciudad para el ejercicio eficiente de sus funciones.
- Obtener opiniones de profesionales sobre aspectos relevantes de los servicios públicos, con el propósito de hacer sugerencias a la autoridad Municipal y realizar la función que tiene encomendada.
- Auxiliar al Ayuntamiento en las actividades que realice para la conservación de los inmuebles de la Ciudad, que tenga valor artístico e histórico, así como en el aprovechamiento correcto de los bienes de uso común que pertenezcan al Municipio de Morelia.
- Procurar la cooperación de los ciudadanos para la realización de obras de beneficio común, cuando los recursos del Ayuntamiento sean insuficientes.
- Comisiones del Consejo de la Ciudad: Ciudades Hermanas, Parques y Jardines, Centro Histórico, Vivienda, Educación, Ecología, Desarrollo Urbano, Fomento Económico, Mercados, Nomenclatura y Numeración, Plantación y Hacienda, Promoción Cultural, Seguridad Pública, Protección y Reg. de la Fauna, Régimen Jurídico, Turismo, Salud Pública.

## Morelia y el mundo
Francia
La relación entre la República de Francia y la ciudad de Morelia se hace latente en varios episodios de la historia de México, como una protagonista viva en la cultura y la economía representada por los emigrantes franceses.
México tiene con Francia una larga y fructífera relación que se remonta a 1813, justo después de la declaración de la independencia mexicana formalizada en 1826, inspirada en los ideales democráticos de la Revolución francesa.
En Morelia entre los siglos XVIII, XIX y XX, llegaron ciudadanos franceses en busca de nuevas oportunidades, esperanzas y horizontes, donde muchos de ellos lograron ser exitosos hombres y mujeres de provecho para México, generando empleos en los comercios de exportación francesa, restaurantes, librerías, etcétera. Otra razón de la presencia francesa fue a raíz de las fuerzas militares en territorio mexicano en dos ocasiones. Es por esto que en 1917 se estableció un Consulado de la República de Francia en Morelia y actualmente permanece un cónsul honorario.
Es así que en el siglo XXI se preserva el hermanamiento, por la gran cantidad de descendientes franceses en Morelia.
España
Desde finales del siglo XIX a la fecha existe el Consulado del Reino de España en Morelia. 
Entre la localidad española de Linares y Morelia se celebra el Linares-Morelia, uno de los más importantes torneos internacionales de ajedrez.
Visita del papa Francisco
El 16 de febrero de 2016, el viaje apostólico del papa Francisco a México incluyó una visita a la ciudad de Morelia. Ésta es la primera y única vez en la historia que un sumo pontífice ha visitado la ciudad. Su estancia duró de las 10:00 a las 18:00 horas, lapso durante el que celebró una intensa agenda, que incluyó la celebración de una misa en el Estadio Venustiano Carranza con más de 20,000 miembros y personal eclesiástico de todo el país, tuvo un encuentro con niños en la Catedral Metropolitana y por la tarde un festival con jóvenes en el Estadio Morelos con la intención de traer un mensaje de paz a un estado y un país azotado por la violencia, en la que los jóvenes son un factor crítico de cambio.
Arribó al Aeropuerto Internacional de Morelia en punto de las 8:40 a. m. donde fue recibido por el gobernador del Estado, Silvano Aureoles Conejo y un pequeño grupo de autoridades del Estado y celebridades, y se trasladó en helicóptero hasta el acceso a la ciudad donde abordó el Papamóvil. A las 10:00 h. llega al Complejo Deportivo Venustiano Carranza donde celebró el rito litúrgico acompañado de 20 mil personas entre sacerdotes, religiosos, religiosas, consagrados y seminaristas. En punto de las 13:00 h. recorrió en el Papamóvil el centro histórico hacia la Catedral de Morelia donde se reunió con 600 niños y niña para dar un mensaje. Finalmente a las 16:30 h. se llevó a cabo un encuentro multitudinario con más de 40,000 jóvenes en el Estadio José María Morelos y Pavón.
La visita concluyó a las 18:00 h. con la salida en helicóptero hacia el aeropuerto y su posterior regreso a Ciudad de México.

### Ciudades hermanadas
La ciudad de Morelia está hermanada con las siguientes ciudades:
- Fullerton, Estados Unidos (1965).[21]
- Kansas City, Estados Unidos (1973).[21]
- Valladolid, España (1978).[21]
- Shreveport, Estados Unidos (1991).[21]
- Arequipa, Perú (1991).[21]
- Huajuapan de León, México (1996).[21]
- Monterey Park, Estados Unidos (1996).[21]
- Yakima, Estados Unidos (1999).[21]
- La Habana, Cuba (1999).[21]
- Norwalk, Estados Unidos (2005).[21]
- Dolores Hidalgo, México (2005).[21]
- Guanajuato, México (2005).[21]
- Tijuana, México (2007).[21]
- Atlacomulco de Fabela, México (2009).[21]
- Zihuatanejo, México (2010).[21]
- Tepic, México (2011).[21]
- Zacatecas, México (2012).[21]
- Guadalupe, México (2012).[21]
- Acapulco, México (2013).[21]
- Chilpancingo, México (2013).[21]
- Valparaíso, Chile (2014).[21]
- Cuautla, México (2014).[21]
- Caspueñas, España (2014).[21]
- Sopó, Colombia (2014).[21]
- Santiago de Querétaro, México (2016).[21]
- Madrigal de las Altas Torres, España (2016).[21]
- Tlacotalpan, México (2016).[21]
- Chiclana de la Frontera, España (2017).[21]
- Mexicali, México (2020)[22]
- Tonalá, México (2020)[23]
- Miguel Hidalgo, México (2020).[24]
- Ibagué, Colombia (2021)[25]
- Ávila, España (2021)[26]
- Nanning, China (2024)[27]

#### Convenios
- Tepic (2016)[28]
- Cañitas (2016)[28]
- Puerto Vallarta (2016)[28]
- Ciudad Guzmán (2016)[28]
- Tanlajás (2016)[28]
- Moroleón (2016)[28]
- Tezontepec (2016)[28]
- Metztitlán (2016)[28]
- Mixquiahuala de Juárez (2016)[28]
- Huasca de Ocampo (2016)[28]
- Ciudad de México (2016)[28][29][30]
- Petatlán (2016)[31]
- La Unión (2016)[31]
- Colima (2017)[28][32]
- Guadalajara (2018)[28][33]
- León (2019)[34][35]
- Álvaro Obregón (2019)[36][37]
- Charo (2019)[36][37]
- Tarímbaro (2019)[36][37]
- Manzanillo (2020)[38]
- Playa del Carmen (2021)[39]